# 3e cérémonie des Austin Film Critics Association Awards
La 3e cérémonie des Austin Film Critics Association Awards, décernés par la Austin Film Critics Association, a eu lieu le 20 décembre 2007, et a récompensé les films réalisés dans l'année.

## Palmarès

### Top 10
1. There Will Be Blood
2. No Country for Old Men
3. Juno
4. Into the Wild
5. 3 h 10 pour Yuma (3:10 to Yuma)
6. En cloque, mode d'emploi (Knocked Up)
7. 7 h 58 ce samedi-là (Before the Devil Knows You're Dead)
8. Reviens-moi (Atonement)
9. American Gangster
10. Les Promesses de l'ombre (Eastern Promises)

### Catégories
- Meilleur film :
  - There Will Be Blood
- Meilleur réalisateur :
  - Paul Thomas Anderson – There Will Be Blood
- Meilleur acteur :
  - Daniel Day-Lewis pour le rôle de Daniel Plainview dans There Will Be Blood
- Meilleure actrice :
  - Elliot Page pour le rôle de Juno MacGuff dans Juno
- Meilleur acteur dans un second rôle :
  - Javier Bardem pour le rôle d'Anton Chigurh dans No Country for Old Men
- Meilleure actrice dans un second rôle :
  - Allison Janney pour le rôle de Bren dans Juno
- Révélation de l'année :
  - Michael Cera – SuperGrave (Superbad), Juno
- Meilleur premier film :
  - Ben Affleck – Gone Baby Gone
- Meilleur scénario original :
  - Juno – Diablo Cody
- Meilleur scénario adapté :
  - No Country for Old Men – Joel et Ethan Coen
- Meilleure photographie :
  - There Will Be Blood – Robert Elswit
- Meilleure musique de film :
  - There Will Be Blood – Jonny Greenwood
- Meilleur film en langue étrangère :
  - Black Book (Zwartboek) •  Pays-Bas
- Meilleur film d'animation :
  - Ratatouille
- Meilleur film documentaire :
  - The King of Kong  (The King of Kong: A Fistful of Quarters)
- Austin Film Award :
  - Grindhouse – Robert Rodriguez et Quentin Tarantino